# توبراویچ
توبراویچ (به لاتین: Tubravić}} یک منطقهٔ مسکونی در صربستان است که در Kolubara District واقع شده‌است.

## خصوصیات
توبراویچ ۴۱۸ نفر جمعیت دارد.